# Ryo (Sänger)
Ryo Takeda (* 1983 in Wiesbaden; bürgerlicher Name Johannes Ryo Herms) ist ein deutscher Sprecher und Sänger.

## Leben
Ryos Mutter ist eine japanische Konzertpianistin und sein Vater Schauspieler. Nach einer ersten Zeit in Hamburg ging er nach Stuttgart, um eine Ausbildung in Sprecherziehung zu absolvieren. Zugunsten der Musik gab er das Studium auf und machte nach seiner Rückkehr nach Hamburg als Mitglied von Ryoma erste Albumaufnahmen. 2009 ging er nach Erfurt, wo sich im Zughafen ein Künstlernetzwerk gebildet hatte, zu dem unter anderem Clueso gehört. Dort arbeitete er an seinem Solodebüt.
Zusammen mit dem Zughafen-Mitbegründer Norman Sinn schrieb er das Lied Planlos, mit dem die beiden am 1. Oktober 2010 am Bundesvision Song Contest für das Bundesland Thüringen teilnahmen. Sie belegten am Ende Platz 6.
Ryo veröffentlichte sein Debütalbum So gesehen unmöglich zeitgleich mit dem Wettbewerb. Mit dem Lied Planlos schaffte er es zusammen mit Sinn in die deutschen Singlecharts. 2012 brachte er seine EP Grünes Rauschen raus, darauf u. a. Manuel Fischer-Dieskau als musikalischer Gast.
Seit 2011 arbeitet Ryo Takeda als Sprecher. Er war unter anderem mit Kurzgeschichten des japanischen Autors Haruki Murakami auf deutschlandweiter Lesereise. Neben Lesungen mit literarischen Programmen betätigt er sich als Rezitator, Redner, Moderator und Sprecher u. a. für TV-Spots, Imagefilme und Ansagen in öffentlichen Verkehrsmitteln.
Ryo Takeda ist verheiratet und lebt mit seiner Familie in Leipzig.

## Diskografie
Alben
- So gesehen unmöglich (2010)
- Grünes Rauschen, EP (2012)

Singles
- Planlos (mit Norman Sinn, 2010)
- Erinnerung (mit Clueso, 2010)

Mit Ryoma
- Ryoma, EP (2007)
- Besser heute (2009)